# Войник
Вижте пояснителната страница за други значения на Войник.
Войникът (или боецът) е редови член на армията. Думата произлиза от война.
Всички войници преминават основна физическа и военна подготовка.

## Военни звания
- Сухопътни войски и Военновъздушни сили – редник и ефрейтор;
- Военноморски сили – матрос и старши матрос.

## Разширено значение
Понякога думата се използва в широкия смисъл на воин, което е най-общото понятие за всички военнослужещи.